# Venefica tentaculata
Venefica tentaculata är en fiskart som beskrevs av Garman, 1899. Venefica tentaculata ingår i släktet Venefica och familjen Nettastomatidae. IUCN kategoriserar arten globalt som livskraftig. Inga underarter finns listade.

## Bildgalleri

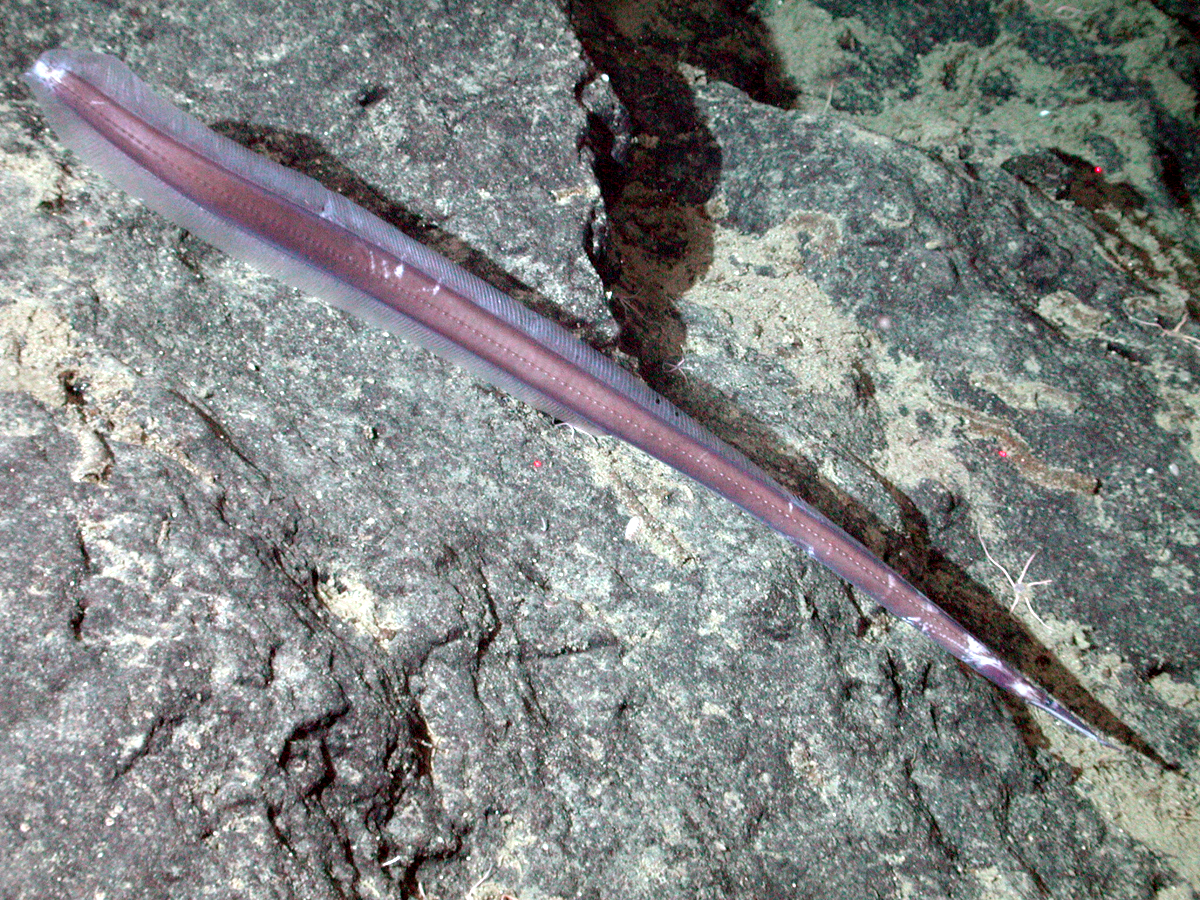
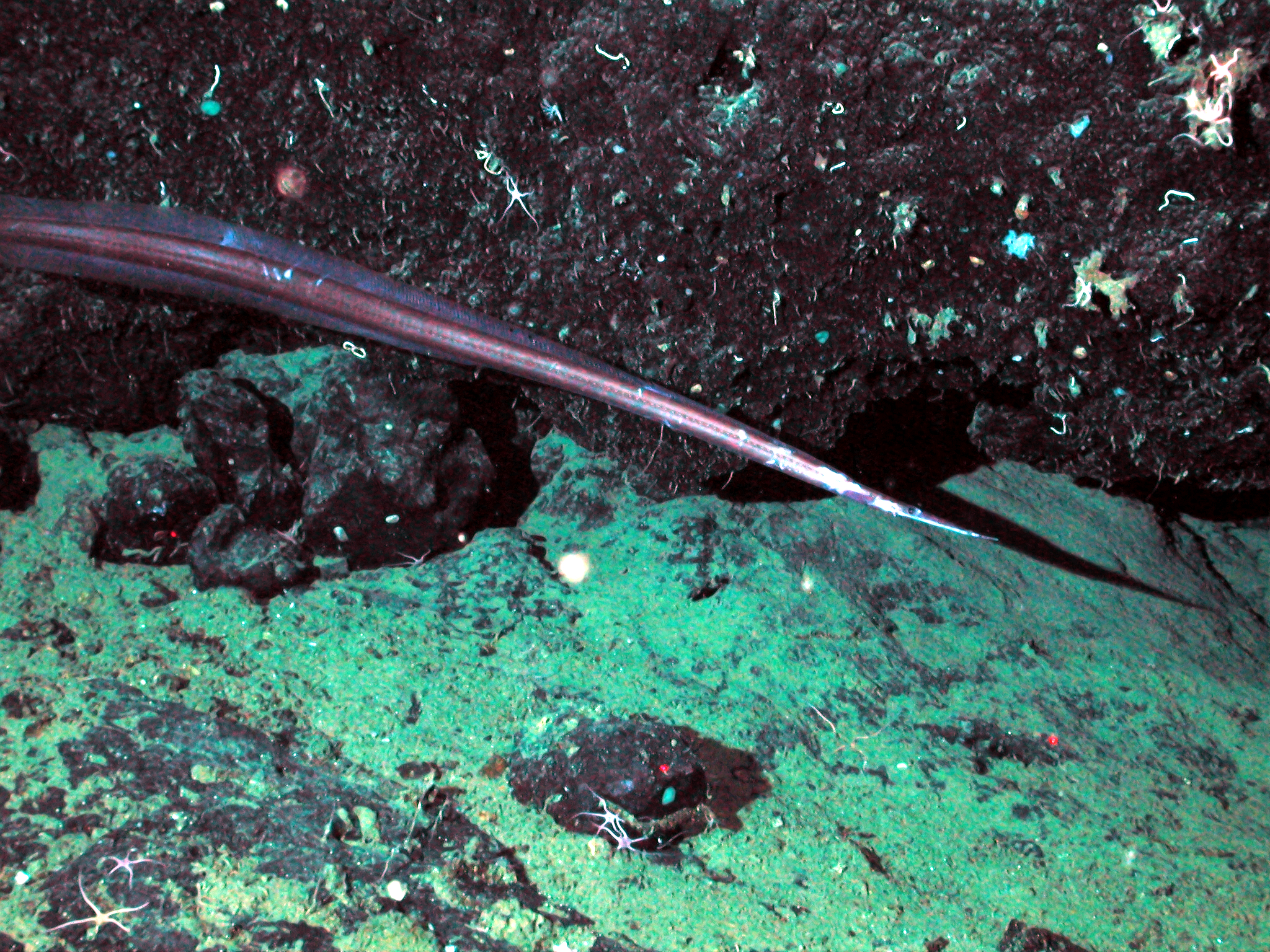